# Jean-François Thys
Jean-François Thys, né à Bruxelles en 1780 et y décédé en 1866, est un peintre, portraitiste et auteur de scènes de genre qui participa activement aux divers salons de son temps.
Il se forme d'abord auprès de son père Pierre-Joseph Thys ainsi qu'à l'Académie de Bruxelles et lors de son grand tour en France et en Italie.
Il figure en 1803 parmi les membres fondateurs de la Société de peinture, sculpture et architecture de Bruxelles.
Il fut également commissaire-expert au Musée de Bruxelles.
Son neveu est le peintre Édouard De Bièfve.